# Мозаїка (інструкція до гри)
«Мозаїка (інструкція до гри)» (рос. Мозаика (инструкция к игре)) — радянський фільм 1989 року Творчого об'єднання художньої мультиплікації студії Київнаукфільм, автор сценарію і режисер — Володимир Врублевський.

## Сюжет
Про те, як із дрібних мозаїчних частинок створюються різноманітні візерунки. Безперервний процес формування малюнків, плавна зміна кольору і форм в поєднанні зі спокійною фоновою музикою створюють заспокійливу атмосферу. Фігури поглинають одна одну, перетікають в нові малюнки, щоб через секунду знову розтанути під мелодійні звуки.

## Над фільмом працювали
- Автор сценарію і кінорежисер: Володимир Врублевський;
- Художник-постановник: Леонід Балаклав[ru];
- Музика: Олександр Спаринський;
- Кінооператор: Олександр Мухін;
- Звукооператор: Ізраїль Мойжес;
- Художники-мультиплікатори: Володимир Врублевський, Н. Котюжан;
- Асистенти: Олена Дьомкіна, Н. Котюжан, Віра Боженок;
- Монтаж: Юна Срібницька;
- Редактор: Євген Назаренко;
- Директор знімальної групи: Іван Мазепа.